# Calvin Jong-a-Pin
Calvin Jong-a-Pin (Amesterdã,18 de Julho de 1986) é um futebolista profissional neerlandês.

## Carreira
Jong-a-Pin nasceu em Amsterdã e começou sua carreira profissional no FC Volendam. Ele fez sua estréia para Volendam contra N.E.C. Ele marcou seu primeiro gol para o Volendam no jogo seguinte.
Em 2006, Jong-a-Pin assinou um contrato de cinco anos com Heerenveen. Ele fez sua estréia contra o FC Groningen sendo o jogador mais novo iniciante aos 19 anos no jogo. Em sua primeira temporada, ele foi um respaldo para Kristian Bak Nielsen como zagueiro. Na temporada 2007-08, Jong-a-Pin tornou-se titular devido à partida de Nielsen, jogando 23 partidas na Eredivisie.
Devido às suas performances impressionantes em 2007, ele foi escolhido por Foppe de Haan na equipe de 18 jogadores para participar das Olimpíadas de verão de 2008 pela Holanda, jogando em três partidas no torneio.
Em 2009, Jong-a-Pin juntou-se a Stichting Betaald Voetbal Vitesse em empréstimo. Depois de uma temporada muito impressionante com Vitesse jogando 30 partidas marcando um gol, Heerenveen estava convencido de que ele iria voltar como um titular na linha de Heerenveen. Jong-a-Pin retornou e foi jogado como titular na temporada de 2010-11 e jogou 29 partidas para a Heerenveen..
Em 17 de agosto de 2011, Jong-a-Pin mudou-se para o Japão, assinando um contrato com o Shimizu S-Pulse da J1 League. Após a partida de Shinji Ono em outubro de 2012, ele foi nomeado novo vice-capitão.

Em 21 de fevereiro de 2016, Jong-a-Pin assinou com o FC Machida Zelvia da Liga J2, chegando a uma transferência gratuita.